# Johannes Zick
Johannes Zick (Lachen, 10 gennaio 1702 – Würzburg, 4 marzo 1762) è stato un pittore tedesco, affreschista attivo nella Germania meridionale durante il periodo barocco.
Fu padre del pittore Januarius Zick.

## Biografia
Johannes Zick nacque a Lachen, nei territori del Principato abbaziale di Kempten, in Baviera. Apprese il mestiere di fabbro nell'officina del padre. Dal 1721 al 1724, fu apprendista del pittore di corte Jacob Carl Stauder a Costanza. Dipinsero insieme gli affreschi della volta della chiesa di Mariahilf a Monaco di Baviera, perduti nel bombardamento del 25 aprile 1944.
Zick si trasferì con la famiglia a Monaco nel 1728 e fu nominato pittore di corte del principe vescovo Giovanni Teodoro di Baviera. L'evoluzione di Johannes Zick come affreschista trasse nuova linfa dall'influsso dei fratelli Cosmas Damian ed Egid Quirin Asam, che erano attivi a Monaco nello stesso periodo.
Johannes Zick fu particolarmente attivo nell'Alta Svevia fra il 1744 e il 1749. La sua famiglia lo seguì e abitò a Schussenried o a Biberach an der Riß. Nel 1746 dipinse gli affreschi della volta della navata centrale della chiesa di San Martino a Biberach an der Riß e le navate laterale furono dipinte seguendo i suoi schizzi preparatorii nel 1747.
Verso il 1750 si trasferì a Würzburg, dove dipinse gli affreschi della Sala del Giardino della Residenza, dimora del principe-vescovo di Würzburg. Per nove anni, dal 1751 al 1759, decorò il Castello di Bruchsal dei principi-vescovi di Spira. 
Morì a Würzburg nel 1762.

## Galleria d'immagini

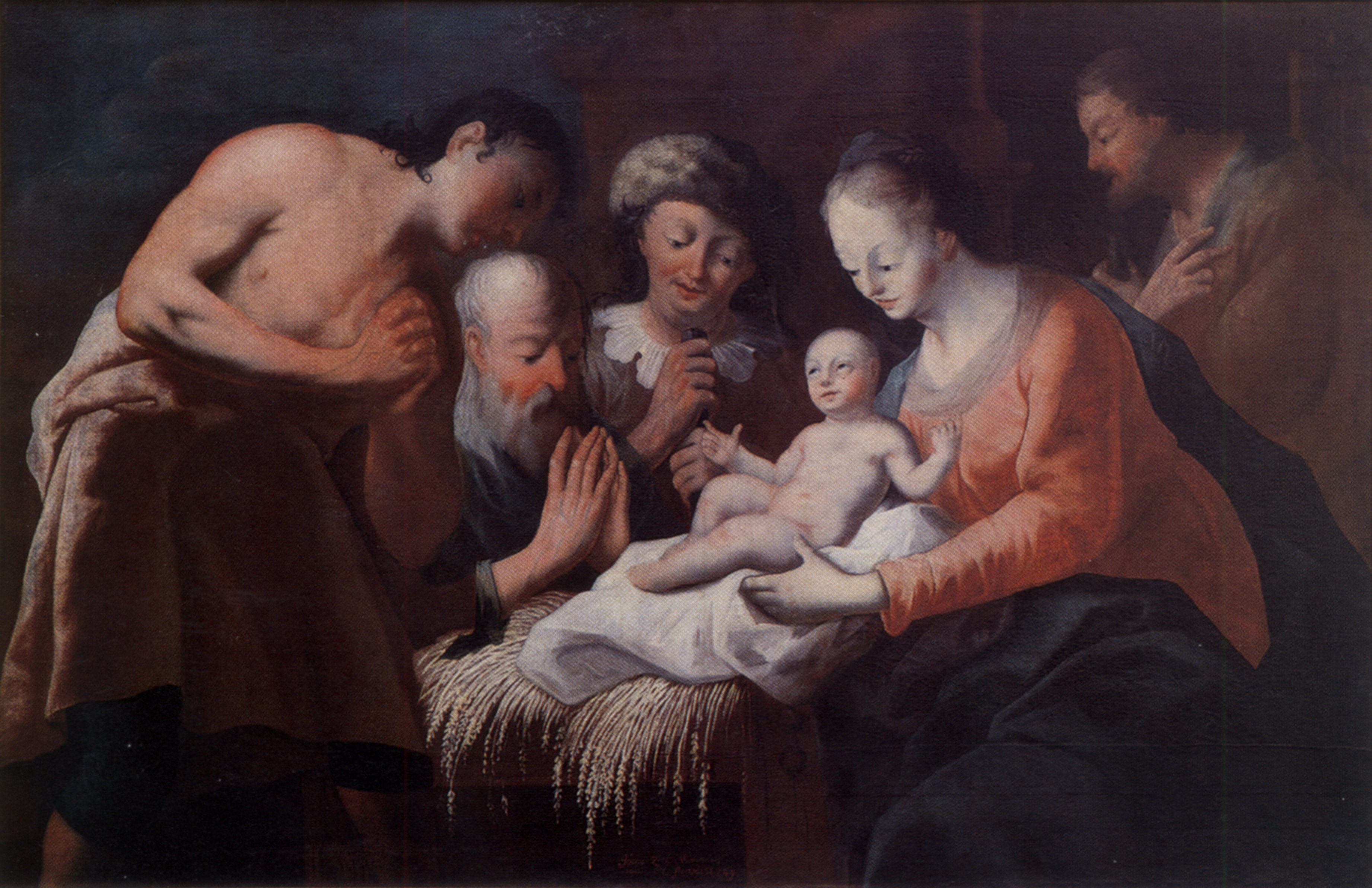
L'adorazione dei pastori, Abbazia di Schussenried, 1746
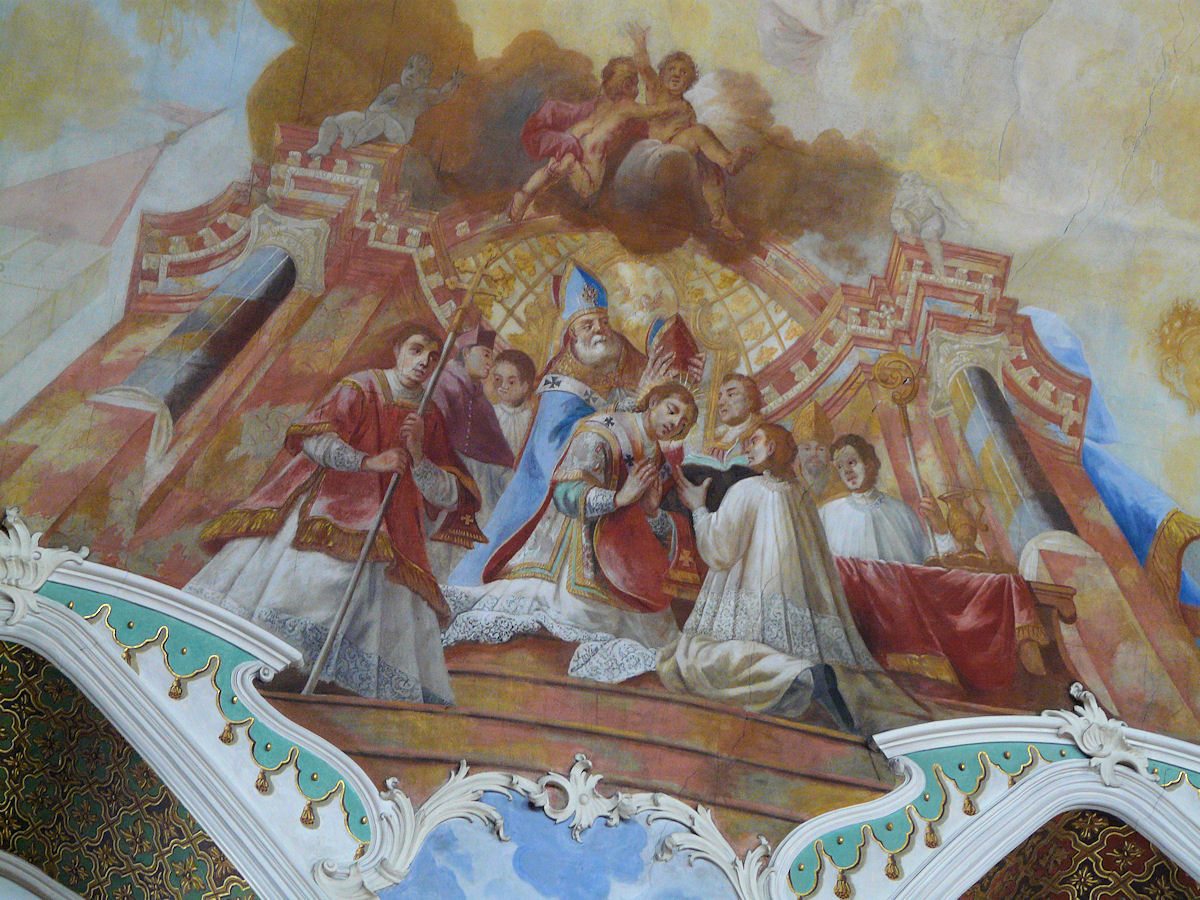
Volta della chiesa di San Magno a Schussenried
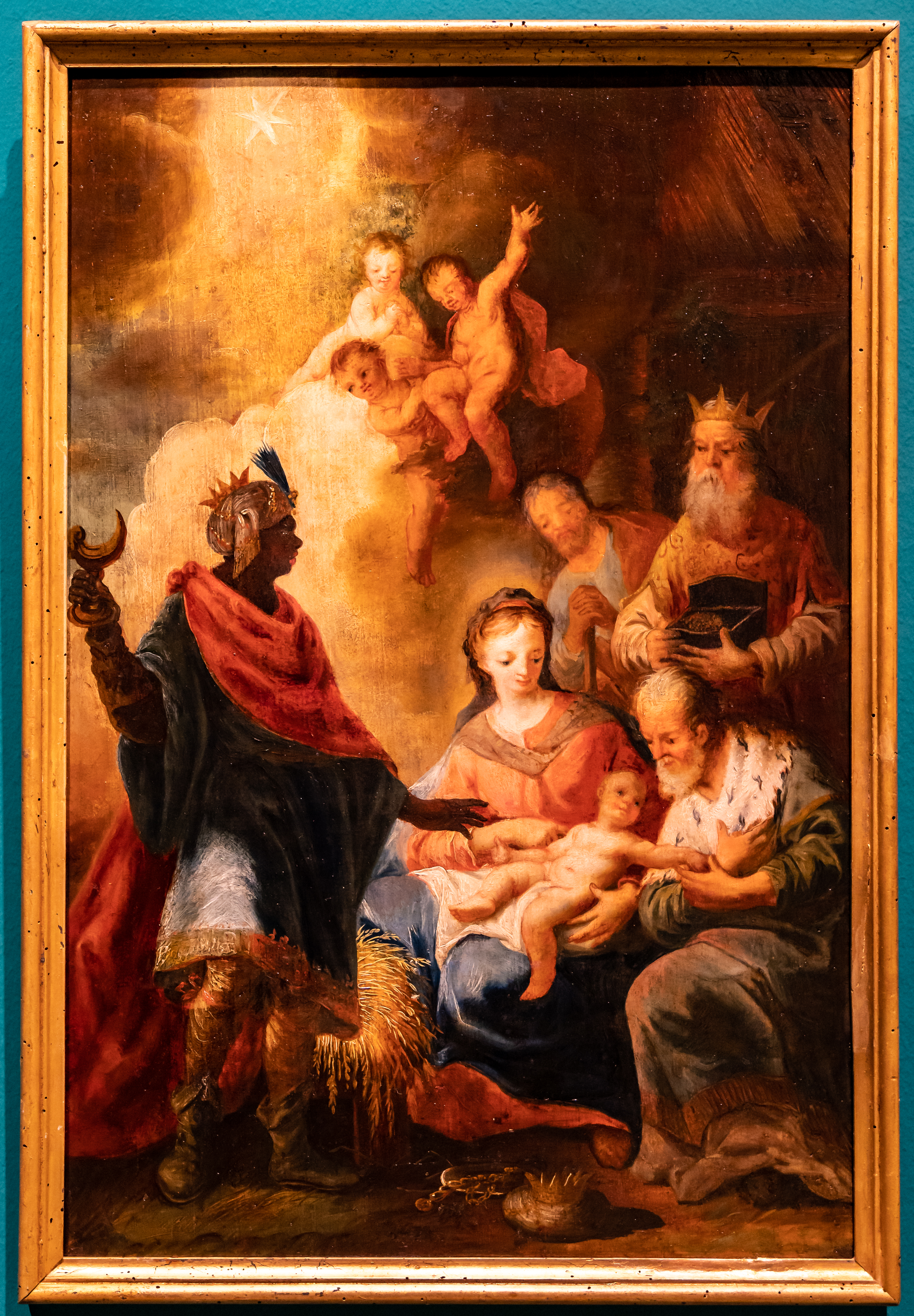
L'adorazione dei magi, Museo diocesano di Rottenburg, 1748
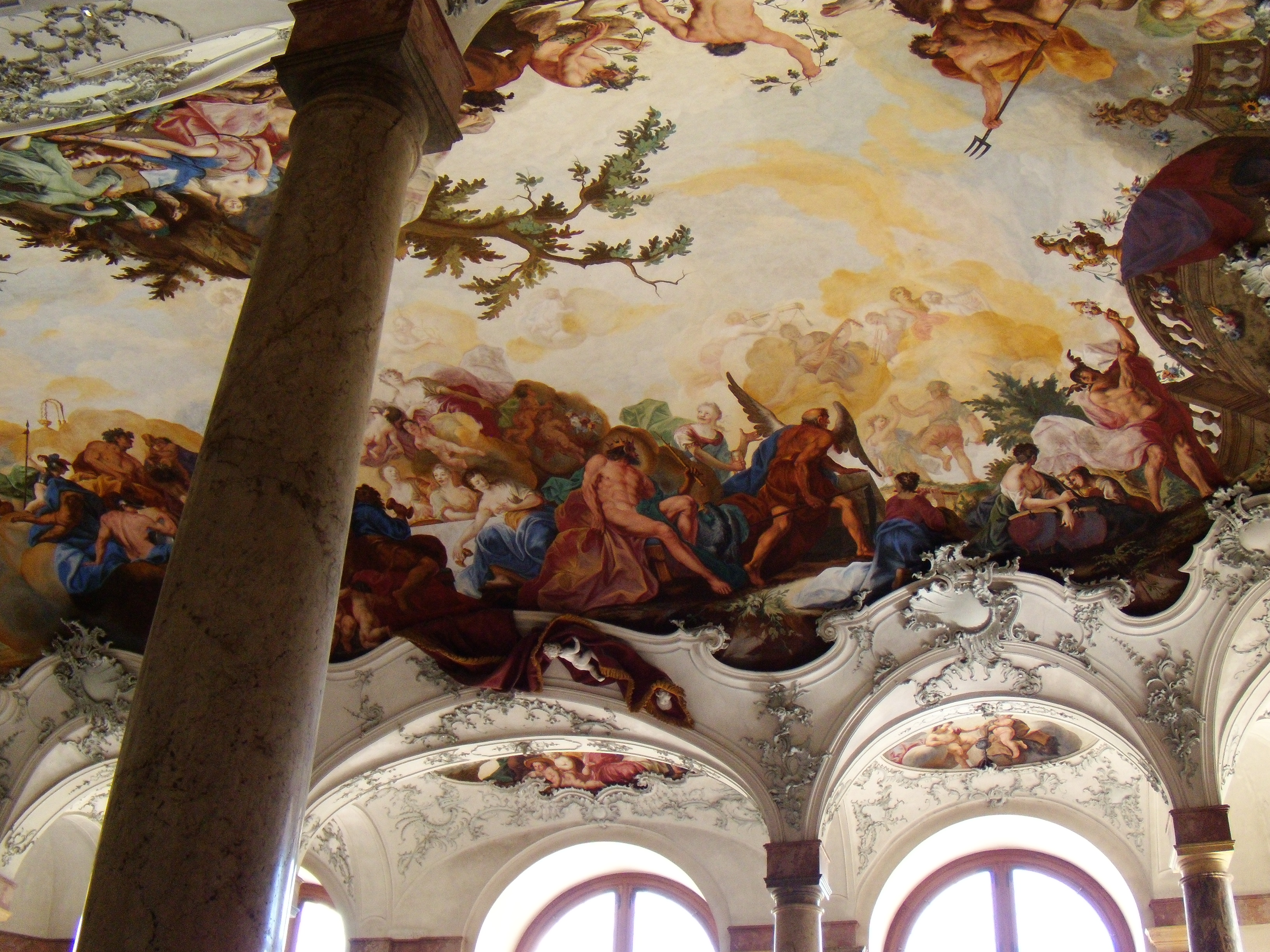
Affreschi della Sala del Giardino della Residenza di Würzburg
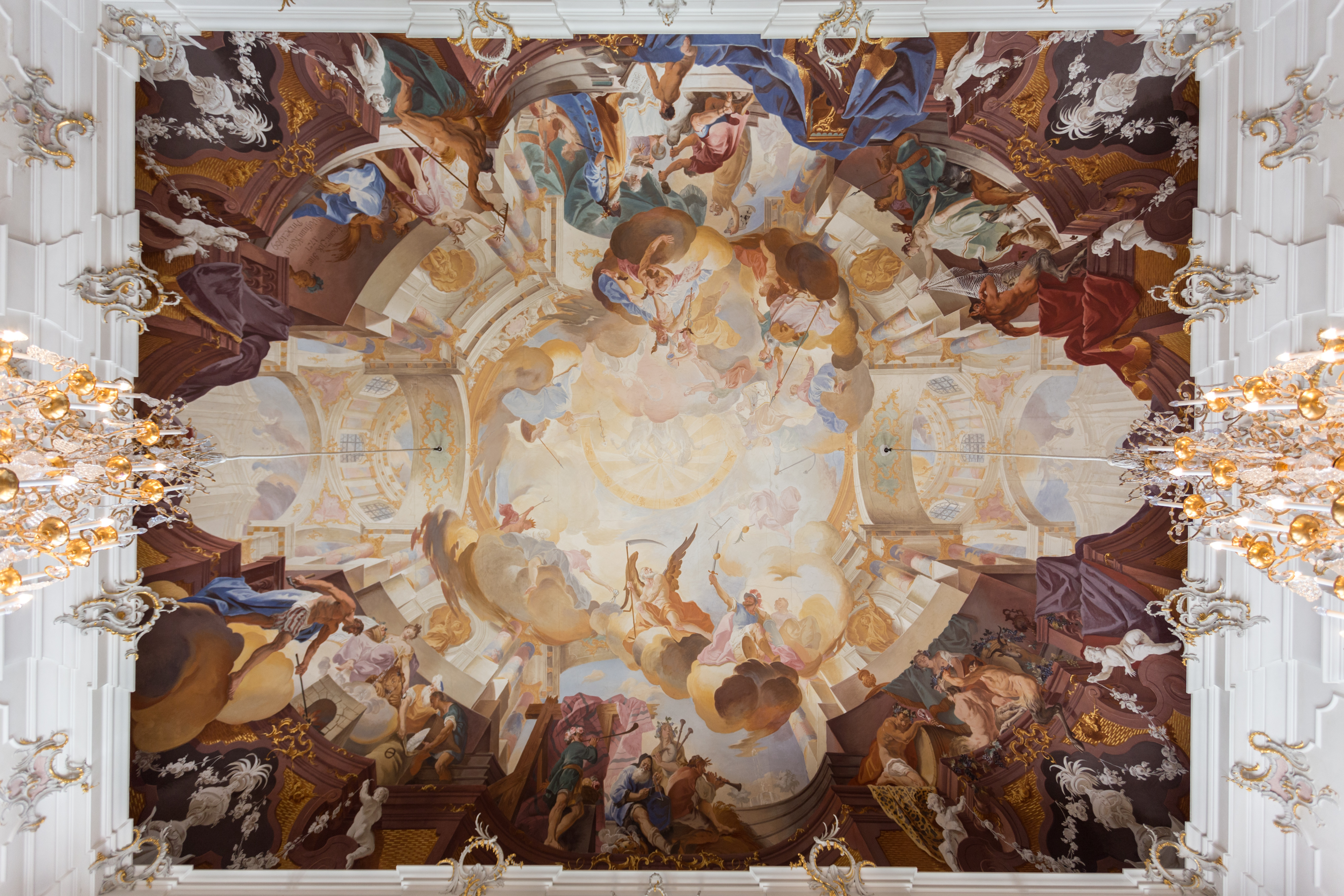
Affreschi del Castello di Bruchsal
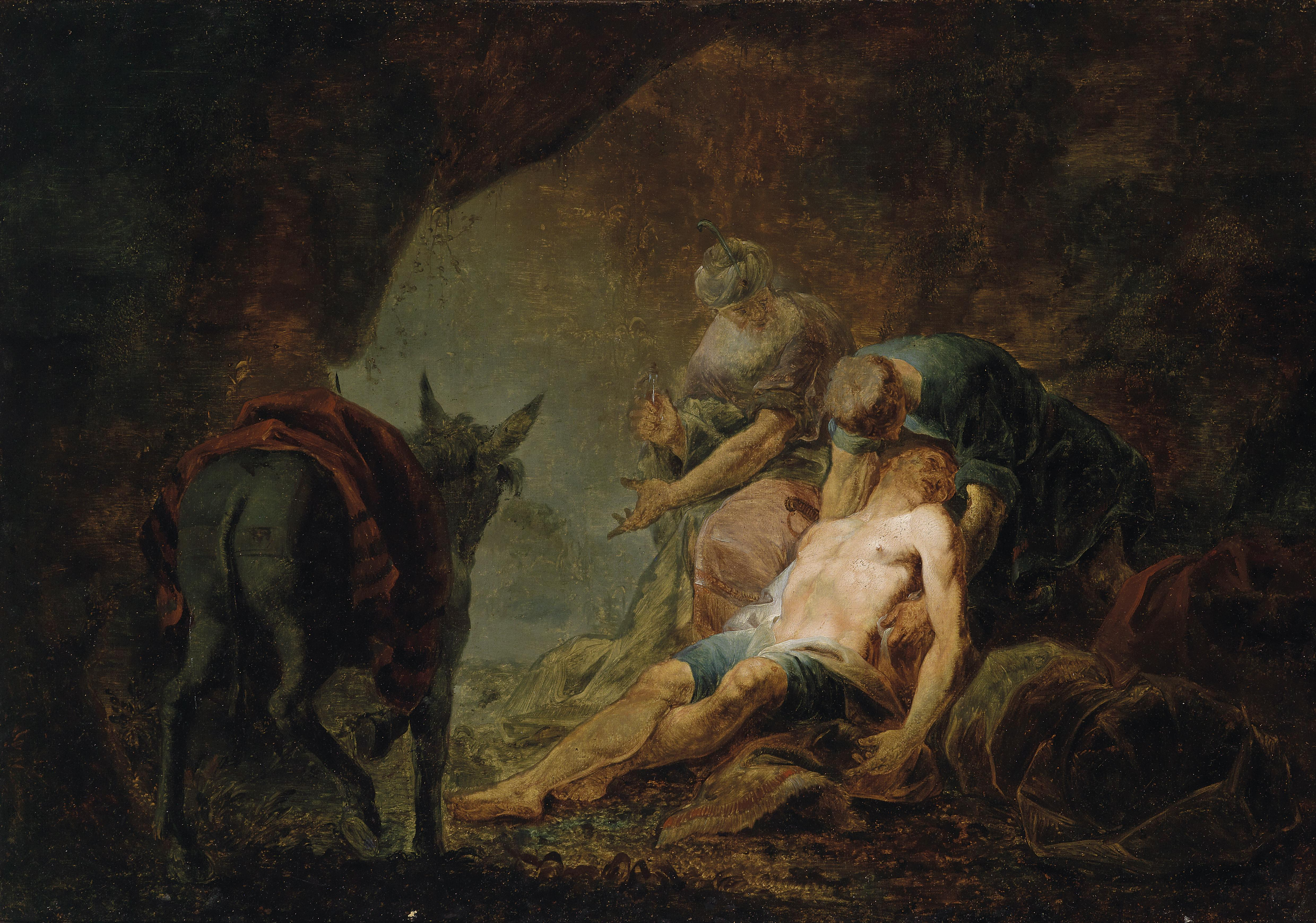
Il buon samaritano, 1753